# 米希耶塞斯德奥赫达
米希耶塞斯德奥赫达，是西班牙卡斯蒂利亚-莱昂帕伦西亚省的一个市镇。 总面积21平方公里，总人口103人（2001年），人口密度5人/平方公里。